# Igor' Petrovič Volk
Igor' Petrovič Volk (in russo Игорь Петрович Волк?, in ucraino Ігор Петрович Волк?, Ihor Petrovyč Volk; Zmiïv, 12 aprile 1937 – Plovdiv, 3 gennaio 2017) è stato un cosmonauta e pilota collaudatore sovietico.

## Biografia
Igor' Volk è nato nel 1937 a Zmiïv, città ucraina dell'Oblast' di Charkiv.
Pilota collaudatore dei caccia intercettori Sukhoi Su-27, Volk fu selezionato come astronauta il 30 luglio 1980 e fece parte nel 1984, come cosmonauta, dell'equipaggio della missione Sojuz T-12 diretta verso la stazione spaziale Saljut 7.
Nell'ambito del Programma Buran (dove svolgeva il ruolo di capo pilota collaudatore) ha compiuto 13 voli sulla navetta OK-GLI ed, inoltre, doveva essere il comandante della navetta sovietica Buran Shuttle 2.01 per il suo primo volo spaziale con equipaggio umano previsto per il 1994, in seguito mai effettuato a causa della cancellazione del programma.
Nel 1984 fu decorato Eroe dell'Unione Sovietica in riconoscimento dei suoi meriti come cosmonauta e pilota.
Dopo il ritiro dal servizio nel 1996, Volk ha progettato, nel 2005, un prototipo di automobile volante chiamato Lark-4.